# الجبلاو
قرية الجبلاو هي إحدى القرى التابعة لمركز قنا في محافظة قنا في جمهورية مصر العربية. حسب إحصاءات سنة 2006، بلغ إجمالي السكان في الجبلاو 11912 نسمة، منهم 6172 رجل و5740 امرأة.